# Eberhard von Puttkamer
Eberhard von Puttkamer (* 31. März 1936 in Pansin, Kreis Saatzig; † 6. Mai 2019 in Potsdam) war ein deutscher Diplomat.

## Leben
Eberhard von Puttkamer stammte aus dem pommerschen Adelsgeschlecht Puttkamer und war ein Urenkel des Reichstagsabgeordneten Henning von Puttkamer.
Er studierte von 1956 bis 1960 Rechtswissenschaft an den Universitäten Bonn, München und Hamburg. Im Jahre 1960 absolvierte er sein erstes Staatsexamen. Von 1960 bis 1962 wurde er Master of Laws in Bordeaux und New Orleans. 1967 absolvierte er sein zweites Staatsexamen.  
Er trat in den Vorbereitungsdienst des Auswärtigen Amts ein und war von 1971 bis 1974 in Bukarest und bis 1977 in Neu-Delhi eingesetzt. Es folgten Verwendungen in der Schweiz sowie im Auswärtigen Amt in Bonn von 1977 bis 1984. Im Bundespräsidialamt war er von 1984 bis 1988 tätig. 1988 wurde er Ständiger Vertreter des Botschafters in Den Haag. Von 1991 bis 1995 hatte er Exequatur als Generalkonsul in Sankt Petersburg. Eberhard von Puttkamer war deutscher Botschafter in Den Haag von 1996 bis 2001.